# Amar pelos dois
Amar pelos dois (Nederlands: Liefde voor ons twee) is een lied van de Portugese zanger Salvador Sobral. Het luisterlied werd geschreven en geproduceerd door de zus van Sobral, Luísa, en gaat over een verloren liefde. Het was het winnende lied van het Eurovisiesongfestival 2017.

## Achtergrond
In december 2016 werd Luísa Sobral aangekondigd als een van de deelnemende tekstschrijvers van het Festival da Canção, de Portugese voorronde voor het Eurovisiesongfestival. Een maand later werd bekend dat haar broer Salvador haar lied Amar pelos dois zou gaan vertolken. In de finale van de Portugese selectie, die plaatsvond op 5 maart 2017, kreeg het nummer de meeste stemmen, waardoor Amar pelos dois de Portugese inzending werd voor het Eurovisiesongfestival van 2017 in Kiev.
Het lied wijkt nogal af van andere nummers op een Eurovisiesongfestival. In 2017 brachten de deelnemende landen vooral dancemuziek, terwijl het Portugese lied uit jazz en alternative bestaat. Ook Sobrals optreden, dat sober en zonder enige show werd gebracht, leverde een contrast op met de andere landen. Sobral groeide al snel uit tot een favoriet voor de zege. Hij won op 9 mei 2017 de eerste halve finale en wist uiteindelijk ook in de finale, gehouden op 13 mei 2017, de meeste stemmen van zowel de vakjury als de televoters te vergaren. Met Amar pelos dois won Portugal, na 48 eerdere deelnames, voor het eerst in de geschiedenis het Eurovisiesongfestival. De inzending ontving 758 punten.
Het lied werd, behalve in Portugal zelf, ook in verschillende andere Europese landen een hit.   
1964 · 1965 · 1966 · 1967 · 1968 · 1969 · 1970 · 1971 · 1972 · 1973 · 1974 · 1975 · 1976 · 1977 · 1978 · 1979 · 1980 · 1981 · 1982 · 1983 · 1984 · 1985 · 1986 · 1987 · 1988 · 1989 · 1990 · 1991 · 1992 · 1993 · 1994 · 1995 · 1996 · 1997 · 1998 · 1999 · 2000 · 2001 · 2002 · 2003 · 2004 · 2005 · 2006 · 2007 · 2008 · 2009 · 2010 · 2011 · 2012 · 2013 · 2014 · 2015 · 2016 · 2017 · 2018 · 2019 · 2020 · 2021 · 2022 · 2023 · 2024 · 2025
1956: Refrain · 
1957: Net als toen · 
1958: Dors, mon amour · 
1959: 'n Beetje · 
1960: Tom Pillibi · 
1961: Nous les amoureux · 
1962: Un premier amour · 
1963: Dansevise · 
1964: Non ho l'età · 
1965: Poupée de cire, poupée de son · 
1966: Merci, chérie · 
1967: Puppet on a string · 
1968: La la la · 
1969: Un jour, un enfant, De troubadour, Vivo cantando, Boom bang-a-bang · 
1970: All kinds of everything · 
1971: Un banc, un arbre, une rue · 
1972: Après toi · 
1973: Tu te reconnaîtras · 
1974: Waterloo · 
1975: Ding-a-dong · 
1976: Save your kisses for me · 
1977: L'oiseau et l'enfant · 
1978: A-ba-ni-bi · 
1979: Hallelujah · 
1980: What's another year · 
1981: Making your mind up · 
1982: Ein bißchen Frieden · 
1983: Si la vie est cadeau · 
1984: Diggi-loo diggi-ley · 
1985: La det swinge · 
1986: J'aime la vie · 
1987: Hold me now · 
1988: Ne partez pas sans moi · 
1989: Rock me · 
1990: Insieme: 1992 · 
1991: Fångad av en stormvind · 
1992: Why me? · 
1993: In your eyes · 
1994: Rock 'n' roll kids · 
1995: Nocturne · 
1996: The voice · 
1997: Love shine a light · 
1998: Diva · 
1999: Take me to your heaven · 
2000: Fly on the wings of love · 
2001: Everybody · 
2002: I wanna · 
2003: Everyway that I can · 
2004: Wild dances · 
2005: My number one · 
2006: Hard rock hallelujah · 
2007: Molitva · 
2008: Believe · 
2009: Fairytale · 
2010: Satellite · 
2011: Running scared · 
2012: Euphoria · 
2013: Only teardrops · 
2014: Rise like a phoenix · 
2015: Heroes · 
2016: 1944 · 
2017: Amar pelos dois · 
2018: Toy · 
2019: Arcade · 
2021: Zitti e buoni · 
2022: Stefania · 
2023: Tattoo · 
2024: The code